# Bataille des Cinq Armées
Cet article concerne une bataille fictive du roman Le Hobbit. Pour le film qui la met en scène, voir Le Hobbit : La Bataille des Cinq Armées.
Conquête de la Montagne Solitaire
La bataille des Cinq Armées est une bataille de fiction qui figure à la fin du roman Le Hobbit de J. R. R. Tolkien.
Elle se déroule au pied d'Erebor (dite « la Montagne Solitaire ») et oppose les elfes sylvains de Grand'Peur, les hommes de Bourg-du-Lac et les nains des Monts de Fer d'une part aux Gobelins et aux Wargs de l'autre. Ce sont ces cinq races qui lui donnent son nom.

## Histoire

### Contexte
En l'an 2941 du Troisième Âge, le nain Thorin « Écu-De-Chêne » , accompagné de treize compagnons, dont le hobbit Bilbon Sacquet, se rend jusqu'à la Montagne Solitaire, royaume de ses ancêtres, pour en déloger le dragon Smaug. Peu après l'arrivée de Thorin, Smaug est tué en attaquant les hommes de la ville voisine de Bourg-du-Lac.
La nouvelle se propage rapidement, et tous les peuples des alentours se rendent à la Montagne dans l'espoir d'obtenir une partie de son fabuleux trésor. À leur tête se trouvent Bard, le capitaine de Bourg-du-Lac qui a tué Smaug, et Thranduil, roi des Elfes de la forêt de Grand'Peur. Bard souhaite obtenir une part du trésor pour reconstruire la ville, durement touchée par l'attaque du dragon. Cependant, Thorin refuse de parlementer et envoie des messagers à son cousin Dain, dans les Collines de Fer, pour lui demander des renforts. Hommes et elfes mettent alors le siège devant la Montagne.
Bilbon tente de résoudre le conflit en offrant à Bard la Pierre Arcane, joyau que Thorin convoite par-dessus tout, comme moyen de pression. Le seigneur nain, qui attend les renforts de son cousin, reste inflexible, et lorsque Dain arrive devant la Montagne, la bataille entre les nains d'une part, les hommes et les elfes d'autre part semble inévitable. Un événement imprévu survient alors : le ciel est obscurci par une nuée de chauve-souris, et Gandalf annonce qu'une armée de Gobelins et de Wargs approche de la Montagne.

### Forces en présence
La bataille doit son nom aux cinq races qui y participent : « D'un côté se trouvaient les Gobelins et les Loups Sauvages, et de l'autre, il y avait les Elfes, les Hommes et les Nains. » En dépit de leur présence sur le champ de bataille, ni les aigles des Monts Brumeux, ni le magicien Gandalf, ni Beorn sous sa forme d'ours, ni le hobbit Bilbon ne sont comptés parmi les armées.
En ce qui concerne la taille et la composition des forces en présence, Le Hobbit ne donne guère de chiffres précis. Le narrateur indique que Dain mène au combat « cinq cents nains », et mentionne une charge d'elfes comprenant « mille de leurs lanciers ». Les archers elfes ne sont pas dénombrés, pas plus que les hommes dont dispose Bard. Karen Wynn Fonstad utilise son estimation de la taille du Bourg-du-Lac pour estimer leur nombre à « peut-être deux cents à peine ». Le rapport de forces est de toute façon très en faveur des Gobelins, décrits comme une « multitude grouillante ».

### Déroulement
L'arrivée des gobelins incite Bard, Dain et Thranduil à mettre de côté leur querelle pour faire front commun. Avec l'aide de Gandalf, ils ébauchent rapidement un plan de bataille : les elfes prennent position à Montcorbeau, sur l'éperon sud-ouest de la Montagne (Bilbon se cache derrière eux son anneau au doigt), tandis que les hommes et les nains s'installent en face, sur l'éperon sud-est. Une arrière-garde légère reste dans la vallée entre les deux éperons afin d'y attirer les gobelins, sur lesquels doivent ensuite fondre les deux armées.
Le plan fonctionne, et la victoire semble à portée de main, jusqu'à ce qu'une deuxième vague de gobelins n'arrive, cette fois-ci depuis les hauteurs de la Montagne. Les armées alliées refluent et sont encerclées sur leurs éperons respectifs. Thorin lance alors une charge hors de la Montagne et parvient à transpercer les lignes ennemies jusqu'à la garde rapprochée de Bolg, le chef des gobelins. Cependant, sa petite compagnie est trop peu nombreuse et ne tarde pas à être encerclée à son tour. Les neveux de Thorin, Fili et Kili, sont tués en défendant leur oncle, qui est lui-même mortellement blessé par Bolg.
Alors que tout semble perdu, les Aigles des Monts Brumeux font leur apparition dans le ciel. Leur arrivée contraint les gobelins à abandonner les hauteurs de la Montagne, ce qui permet aux hommes et aux elfes de faire à nouveau front commun dans la vallée. Le métamorphe Beorn arrive à son tour, sous sa forme d'ours, et s'enfonce dans les rangs ennemis. Il vient au secours de Thorin, qu'il emporte hors de la mêlée, puis disperse la garde rapprochée de Bolg et le tue.
Privés de leur chef, les gobelins se débandent rapidement. La victoire est acquise avant la tombée de la nuit, tandis que les fuyards sont pourchassés loin de la Montagne.

### Conséquences
Une fois la victoire acquise, les vainqueurs se partagent le trésor du dragon. Bard en obtient un quatorzième en échange de la Pierre Arcane, qu'il dépose sur le giron de Thorin, dans sa tombe au cœur de la Montagne. Il utilise cet argent pour reconstruire la ville du Val, jadis détruite par Smaug, au pied de la Montagne. La Montagne elle-même redevient un puissant royaume nain sous l'égide de Dain, le cousin et successeur de Thorin.
La mort d'un si grand nombre de gobelins, ajoutée à celle du dragon Smaug, rend la paix aux terres du Nord. Elle affaiblit durablement la puissance du Seigneur des Ténèbres Sauron dans la région, ce qui s'avère crucial quelques décennies plus tard, lors de la guerre de l'Anneau. 

## Conception et évolution
La bataille des Cinq Armées n'était pas prévue à l'origine. En effet, dans les premiers brouillons du Hobbit qui planifient la fin du roman (« Plot Notes B » dans l'édition de John D. Rateliff), le siège de la Montagne Solitaire est résolu pacifiquement. Un affrontement avec les gobelins y figure, mais il se produit lors du voyage de retour de Bilbo, quelque part entre les Montagnes de Brume et la forêt de Grand'Peur, et n'implique ni les nains, ni les aigles. Cinq races y participent, même si le nom de « bataille des Cinq Armées » n'apparaît pas encore : les elfes, les forestiers, les gobelins, les wargs et les ours menés par Beorn.
Un brouillon ultérieur (« Plot Notes F ») marque l'inclusion des nains dans la liste des armées, ce qui traduit peut-être le déplacement de la bataille à son emplacement définitif. Elle implique désormais sept races : elfes, nains, aigles, hommes et ours contre gobelins et loups. Elle reçoit le nom de « bataille des Cinq Armées », pour l'instant en référence aux armées alliées et non à toutes les armées présentes. Tolkien adopte l'identification finale des cinq armées en rédigeant le chapitre « L'orage éclate », excluant de la liste les ours (réduits au seul Beorn) et les aigles, malgré leur rôle important dans la victoire finale.

## Adaptations
Dans le téléfilm d'animation The Hobbit (1977), sept des treize membres de la compagnie de Thorin sont tués, et non seulement trois. Les Aigles y sont comptés comme l'une des cinq armées, remplaçant les Loups.  Ce n'est pas le cas dans le dernier volet de la trilogie de Peter Jackson intitulé Le Hobbit : La Bataille des Cinq Armées (2014) où une armée d'Orcs et de Trolls en provenance des monts Gundabad et de la forteresse de Dol Guldur remplace l'armée des Gobelins et des Loups.
Lors de la bataille des Cinq Armées dans le film de Peter Jackson, la première armée d'Orcs dirigée par Azog (bien vivant à ce moment-là contrairement au livre) est envoyée par Sauron de Dol Guldur pour conquérir la Montagne Solitaire, non pas pour ses richesses, mais pour reprendre possession de l'ancien royaume d'Angmar au nord, et celui-ci envoie son fils Bolg diriger une seconde armée en provenance de la forteresse de Gundabad (à l'entrée d'Angmar) pour y déferler par surprise en venant du nord. Basé à Ravenhill (Fort Corbeau) sur la colline, Azog divise son armée en deux en attaquant la ville de Dale où se sont réfugiés les Hommes de Lacville (Bourg-du-Lac). L'armée des Hommes dirigée par Bard et une partie des Elfes accompagnés de Gandalf et Bilbon partent la défendre. Au fur et à mesure, les armées Nain-Elfe présentes au pied de la montagne se retrouvent dépassée en nombre. Pourtant, Thorin et sa Compagnie restent spectateurs dans la Montagne, le nain étant rongé par la folie de l'or du dragon. Après avoir surpassé son mal, Thorin mène une charge hors de la Montagne avec sa Compagnie et l'armée naine reprend le dessus sur le champ de bataille. Thorin et ses neveux Fili et Kili partent à Ravenhill pour tuer Azog. Comprenant qu'ils se précipitent dans un piège, les Elfes Legolas et Tauriel (personnage spécifiquement créée pour les films) qui reviennent de Gundabad où ils ont vu partir la seconde armée, et Bilbon partent prêter main-forte à Ravenhill, au moment où commence à arriver l'armée de Gundabad dirigée par Bolg. Fili et Kili sont tués, tandis que Legolas tue Bolg après un long combat, et Thorin se sacrifie pour tuer Azog, également après un long combat. A ce moment-là, le magicien Radagast arrive en renfort avec les Aigles et Beorn, sous sa forme d'ours, pour enfoncer les lignes ennemies. Les Orcs sont défaits, et Sauron (réfugié au Mordor après avoir été chassé de Dol Guldur plus tôt dans le film par Galadriel, accompagnée de Radagast, Elrond et Saroumane venus sauver Gandalf qui avait été capturé) n'a pas réussi à reprendre le nord.
Plusieurs jeux de société proposent aux joueurs de reproduire la bataille des Cinq Armées.
- Un jeu de guerre Battle of the Five Armies, conçu par Larry Smith, a été publié par TSR en 1975[12]. Une critique parue dans le magazine White Dwarf lui reproche le manque de clarté de ses règles, mais applaudit la représentation de l'offensive des gobelins et des wargs[13].
- En 1985, c'est au tour d'Iron Crown Enterprises de sortir un jeu de guerre intitulé The Battle of Five Armies, développé par Rick Britton[14].
- Games Workshop publie en 2005 un jeu de figurines conçu par Rick Priestley. Il utilise le système de règles Warmaster, avec des figurines de 10 mm de haut[15].
- En 2014, Iello publie un jeu de plateau avec 126 figurines, conçu par Francesco Nepitello , Marco Maggi , Roberto Di Meglio, avec le même système de jeu que La Guerre de l'Anneau et son extension Les Batailles du Tiers Âge[16].

La bataille des Cinq Armées sert également de scénario d'introduction au jeu par correspondance Middle-earth Strategic Gaming.